# Убежище «Ковчег-2»
Убежище «Ковчег-2» (англ. Ark Two Shelter) — убежище от ядерных осадков, построенное Брюсом Бичем (14 апреля 1934 — 10 мая 2021) в деревне Хорнингс-Миллс (к северу от Торонто, Онтарио). Впервые убежище стало пригодным для проживания в 1980 году и с тех пор оно постоянно расширяется и совершенствуется. Убежище площадью 930 м² (10 000 кв. футов) состоит из 42 школьных автобусов, закопанных под землю в качестве несъёмных шаблонов для цемента, которые затем залили для создания основной бетонной конструкции. Автобусы были засыпаны слоем земли толщиной в 14 футов (4,2 метра) для защиты от радиоактивных осадков.
Строительство, начавшееся в начале 1980-х годов во время Холодной войны было рассчитано на размещение до пятисот человек в течение периода времени, необходимого для того, чтобы радиоактивные осадки распались до безопасного уровня.

## Оснащение
Питающееся от резервных дизельных генераторов, сильно укрепленное («практически непроницаемое для всего, кроме прямого ядерного удара») убежище включает в себя две кухни, полноценный водопровод (включая собственный колодец для питьевой воды и септик размером с мотель), трехмесячный запас дизельного топлива, узел радиосвязи, часовня и помещение для дезактивации.
«Ковчег-2» оснащен связью, способной вести локальное вещание в FM-диапазоне, а также по всей Канаде и США в диапазонах AM- и коротковолновом диапазонах. Особой новинкой является складная антенна, развертываемая с помощью метеозонда, которую можно запускать из убежища. Всё коммуникационное оборудование «Ковчег-2» защищено от ЭМИ и питается от генератора, чтобы иметь возможность передавать информацию о выживании широкой публике в случае ядерной войны.

## Целевая группа
Бич не брал денег за вход в убежище, гарантируя людям вход в него в обмен на трудовой вклад и активное участие в различных мероприятиях сообщества «Ковчег-2». Кроме того, «здесь рады всем, независимо от религии, расы, национальности, политических взглядов…» В обмен на обещание убежища во время ядерной атаки, человек, проживающий в близлежащих районах, будет, например, работать в убежище несколько выходных в году, помогая в текущем обслуживании или продолжающемся ремонте объекта. Предполагается, что большой процент населения убежища будут составлять дети, поскольку его основное назначение — служить «подземным приютом, местом, где новое поколение может быть спасено от ядерного апокалипсиса», который, по словам Бича, в противном случае уничтожит более 80 % населения Земли. «Мы собираемся сказать людям: „Хорошо, у нас есть место для ваших детей, но у нас нет места для вас“. Такова природа жизни… это спасательная шлюпка».
Бич считал, что большинство выживальщиков слишком озабочены личным выживанием, в то время как им следовало бы сосредоточиться на восстановлении мира после катаклизма. Он организовал онлайн-«сеть реконструкции» («БЕЗОПАСНОЕ» сообщество), через которую делился информацией о «Ковчеге-2» и своих планах эвакуации.
Фильм «Ковчег-2» был показан в интервью Бича для программы «Готовящиеся к Судному дню» канала National Geographic, эпизод 8: «Будет хуже». Он также был показан в сериале Global Television Network 16:9 и в сериале канала Showtime «Penn & Teller: Bullshit!» в эпизоде «Конец света».
Брюс Бич умер 10 мая 2021 года от сердечного приступа.
Бич являлся автором двух тематических книг: «Общество после Судного дня» и «Индивидуальные сети ТРИАД: готовность к катастрофическим временам».